# Karin Dunse

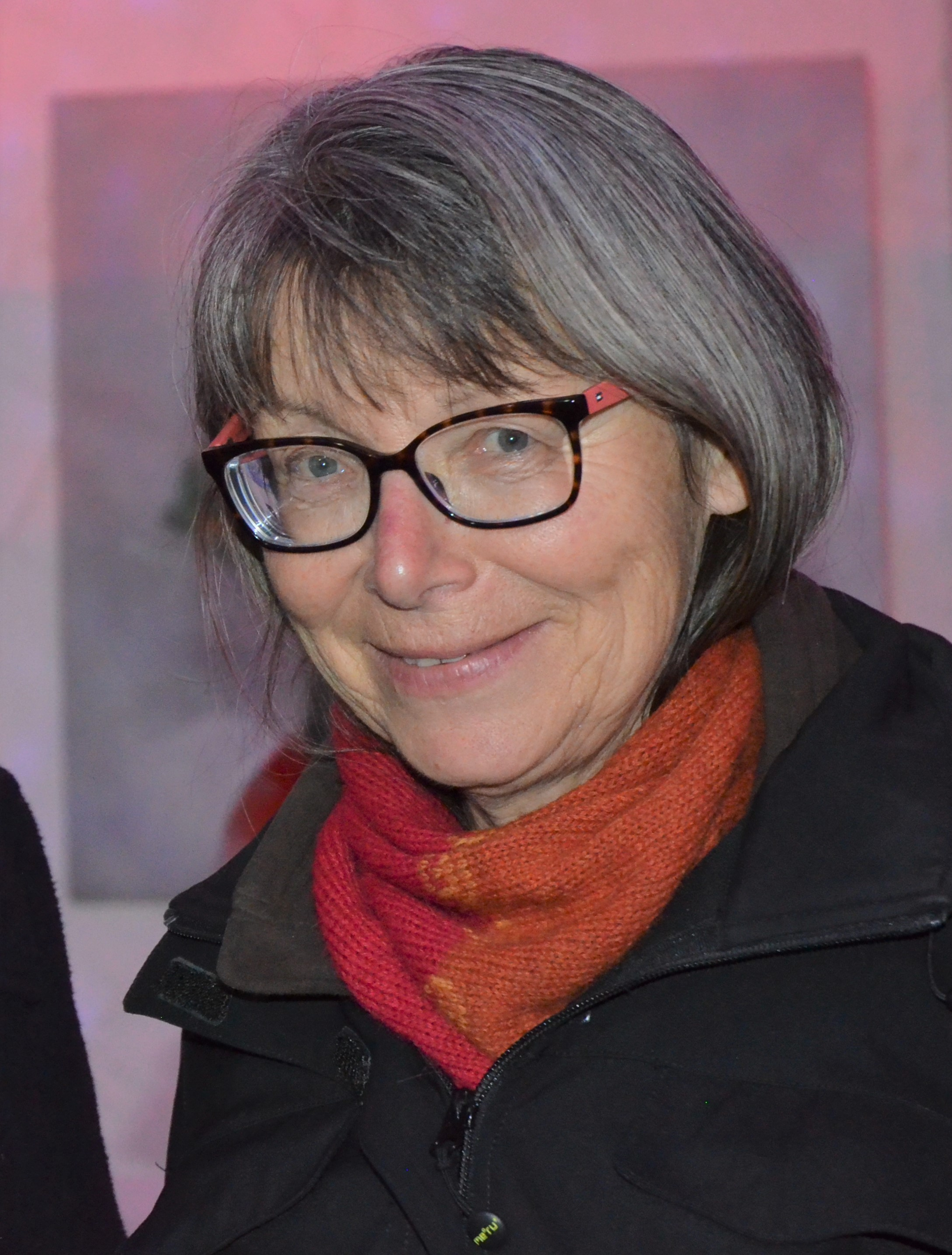
Karin Dunse im Dezember 2018

Karin Dunse (vollständiger Name Karin Elisabeth Dunse geborene Pflueg; * 1953 in Hannover) ist eine deutsche Literaturwissenschaftlerin und Autorin. Sie lebt und arbeitet heute im hannoverschen Stadtteil Herrenhausen.

## Leben

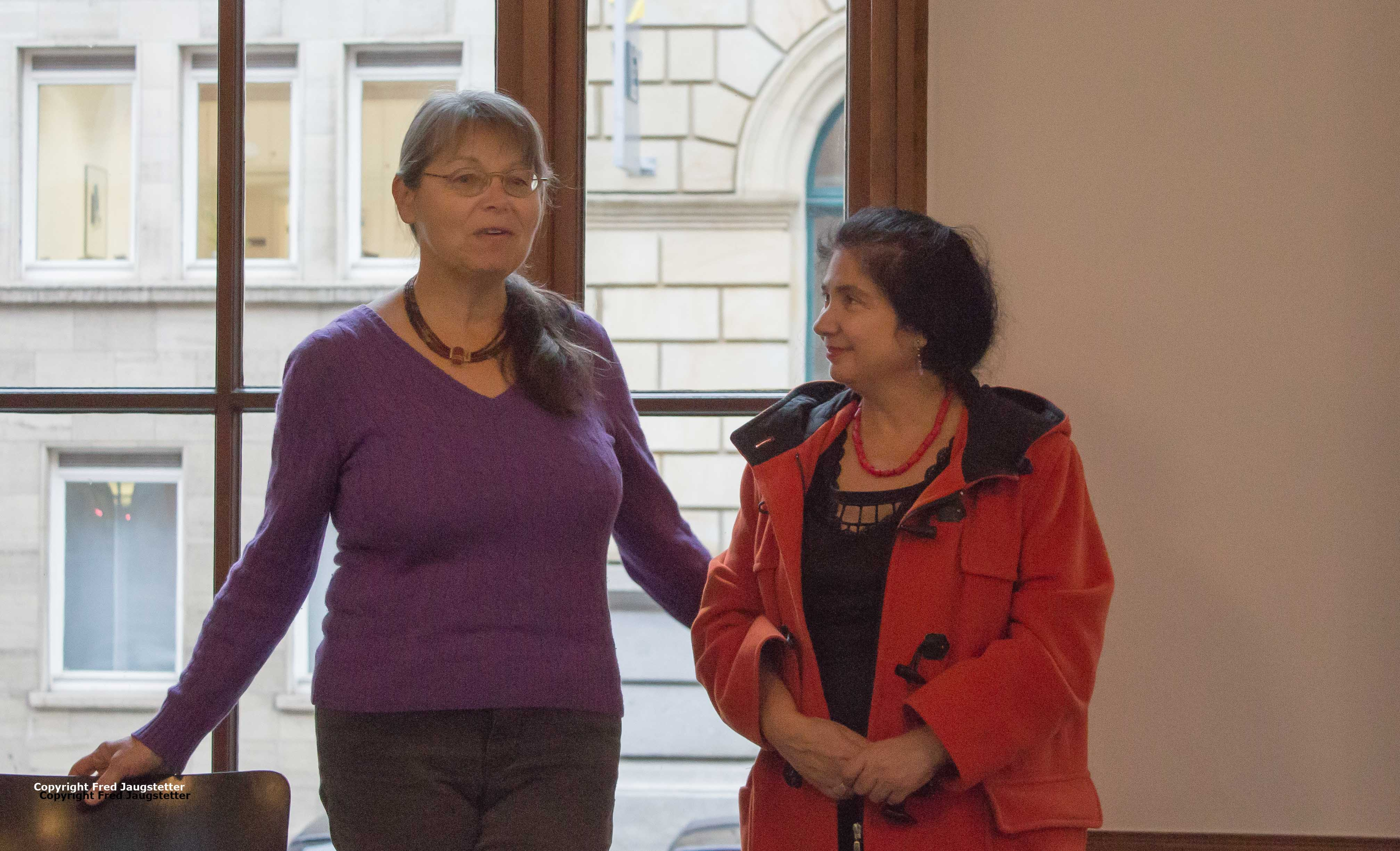
Dunse mit Assunta Verrone 2016 im Künstlerhaus auf dem Festival der Philosophie

Karin Dunse studierte in ihrer Heimatstadt an der Universität Hannover die Fächer Germanistik und Soziologie und promovierte im Fach Interkulturelle Literaturwissenschaft im Jahr 2003 zum Thema Evangelisierung und sozialer Wandel. Die Rolle des Christentums und die Bedeutung christlicher Bilder und Motive im Werk von Ngugi wa Thiong'o.
Seit 2003 arbeitet Dunse freiberuflich als Autorin und in der Erwachsenenbildung. Sie veröffentlichte „[…] das Familienbuch“ Die kleine Klara und die Herrenhäuser Gärten, einen Führer zur Geschichte und Gegenwart der Parkanlagen, in dem sie belletristisch zugleich die Themen „[…] Migration, Fremdheit und Herkunft aus anderen Kulturen“ kindgerecht einflocht.
In ihrem Buch Die Lebensbeschauerin. Nicht, dass wir glücklicher wären, sucht Karin Dunse – vor dem Hintergrund persönlicher Erfahrungen mit Menschen in Tansania – nach einer Antwort auf die Frage „Was ist Glück?“.
Karin Dunse ist Mitbegründerin und Vorsitzende des gemeinnützigen Vereins Rafiki za Tanzania.

## Schriften (Auswahl)
- Spuren deutscher Kolonialgeschichte im öffentlichen Raum: Zum Beispiel Hannover. In: Leo Kreutzer, David Simo (Hrsg.): Weltengarten. Deutsch-Afrikanisches Jahrbuch für interkulturelles Denken. Hannover, Juli 2004, ISSN 1613-012X.
- Kopfgeburten oder Warum Europäer afrikanische Literatur lesen sollen. In: Arne Eppers, Hans-Peter Klemme (Hrsg.): Perspektiven einer anderen Moderne. Literatur und Interkulturalität. Festschrift für Leo Kreutzer. Revonnah, Hannover 2003, ISBN 978-3-934818-13-2, S. 141–152.
- Evangelisierung und sozialer Wandel. Die Rolle des Christentums und die Bedeutung christlicher Bilder und Motive im Werk von Ngugi wa Thiong'o. Dissertation. Universität Hannover 2003, UniVerlag Witte, Hannover 2003, ISBN 978-3-932152-39-9.
- Die kleine Klara und die Herrenhäuser Gärten. Mit Illustrationen von Alexandra Süllow. UniVerlag Witte, Hannover 2012, ISBN 978-3-932152-97-9.
- Die Lebensbeschauerin. Nicht, dass wir glücklicher wären. UniVerlag Witte, Hannover 2013, ISBN 978-3-932152-96-2.